# يا جينجر أنت بارمي (رواية)
يا جينجر أنت بارمي (بالإنجليزية: Ginger You're Barmy)‏ هي رواية للكاتب البريطاني ديفيد لودج، نشرت عام 1962، عن دار نشر ماك غيبون آند كي.